# Mario Ventimiglia
Mario Ventimiglia (Sanremo, 7 marzo 1921 – Sanremo, 6 giugno 2005) è stato un calciatore italiano, di ruolo attaccante.

## Carriera
Giocò a lungo per la Sanremese; il picco della sua carriera furono le due stagioni in massima serie con le maglie di Juventus Cisitalia e Sampierdarenese (con cui disputa l'anomalo campionato 1945-1946).
Inizia ad allenare conciliando l'impegno sul campo come giocatore. L'esperienza in panchina è strettamente legata al club ligure, che guidò saltuariamente per 15 anni.